# Lampetra spadicea
Lampetra spadicea är en ryggsträngsdjursart som beskrevs av Bean 1887. Lampetra spadicea ingår i släktet Lampetra och familjen nejonögon. IUCN kategoriserar arten globalt som akut hotad. Inga underarter finns listade i Catalogue of Life.